# Hello Operator
«Hello Operator» (рус. Алло, оператор) — сингл американской рок-группы The White Stripes из второго альбома De Stijl. Сингл вышел в мае 2000 года. На стороне «B» содержится кавер на песню Долли Партон «Jolene».
Джон Пил назвал песню «синглом недели» на своем радио-шоу, хотя песня и не вышла в Великобритании.

## Список композиций
7"
| №  | Название         | Автор(ы)     | Длительность |
| -- | ---------------- | ------------ | ------------ |
| 1. | «Hello Operator» | Джек Уайт    | 2:37         |
| 2. | «Jolene»         | Долли Партон | 3:13         |

## Участники записи
- Джек Уайт - гитара, вокал
- Мег Уайт - барабаны
- Джон Шиманский - гармоника